# Caterina Anguissola

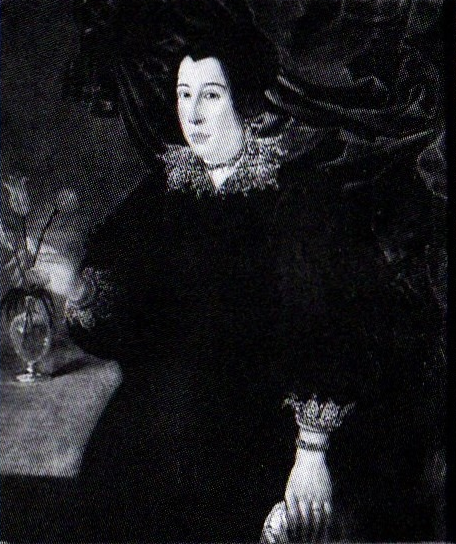
Ritratto di Caterina Anguissola

Caterina Anguissola Trivulzio (Piacenza, 1508 circa – Castel Goffredo, 13 dicembre 1550) è stata una nobile italiana.

## Biografia
Era figlia di Gian Giacomo Anguissola, del ramo di Vigolzone, conte di Piacenza e di Angela Radini Tedeschi.
Vedova del conte Andrea Borgo (o Burgo) di Cremona (1467-1533), conte di Castelleone, sposò nel dicembre 1540 in seconde nozze Aloisio Gonzaga, signore di Castel Goffredo. Alla sua morte (1549), Caterina governò, tramite Giovanni Anguissola, il marchesato di Castel Goffredo sino all'investitura del figlio  Alfonso, avvenuta nel 1565. Fu celebrata per la sua bellezza dall'umanista Lodovico Domenichi nella sua opera La Nobiltà delle Donne.
Morì a Castel Goffredo nel 1550 e fu sepolta nel mausoleo dei Gonzaga nella Chiesa di Santa Maria del Consorzio.
Suo fratello Giovanni Anguissola e il marito Aloisio furono implicati nella congiura che portò alla morte nel 1547 di Pier Luigi Farnese, duca di Parma e Piacenza.

## Discendenza
Aloisio e Caterina ebbero tre figli:
- Alfonso (1541 – 1592), II marchese di Castel Goffredo;
- Ferrante (1544 – 1586), I marchese di Castiglione;
- Orazio (1545– 1587), marchese di Solferino.

## Ascendenza
|                                     |                           |                       | Genitori         |  |  | Nonni |  |  | Bisnonni            |  |  | Trisnonni |  |
|                                     |                           |                       |                  |  |  |       |  |  | Bernardo Anguissola |  |  | …         |  |
|                                     |                           |                       |                  |  |  |       |  |  | Bernardo Anguissola |  |  | …         |  |
|                                     |                           | …                     |                  |  |  |       |  |  | Bernardo Anguissola |  |  |           |  |
| Giovanni Carlo Anguissola           |                           |                       |                  |  |  |       |  |  | Bernardo Anguissola |  |  |           |  |
|                                     |                           | Sveva Sanseverino     | …                |  |  |       |  |  |                     |  |  |           |  |
|                                     |                           | Sveva Sanseverino     | …                |  |  |       |  |  |                     |  |  |           |  |
|                                     |                           | Sveva Sanseverino     | …                |  |  |       |  |  |                     |  |  |           |  |
| Gian Giacomo Anguissola             |                           | Sveva Sanseverino     |                  |  |  |       |  |  |                     |  |  |           |  |
|                                     |                           | Cristoforo II Torelli | Marsilio Torelli |  |  |       |  |  |                     |  |  |           |  |
|                                     |                           | Cristoforo II Torelli | Marsilio Torelli |  |  |       |  |  |                     |  |  |           |  |
|                                     |                           | Cristoforo II Torelli | Paola Secco      |  |  |       |  |  |                     |  |  |           |  |
| Caterina Torelli d'Aragona Visconti |                           | Cristoforo II Torelli |                  |  |  |       |  |  |                     |  |  |           |  |
|                                     |                           | Ippolita Sanseverino  | …                |  |  |       |  |  |                     |  |  |           |  |
|                                     |                           | Ippolita Sanseverino  | …                |  |  |       |  |  |                     |  |  |           |  |
|                                     |                           | Ippolita Sanseverino  | …                |  |  |       |  |  |                     |  |  |           |  |
| Caterina Anguissola                 |                           | Ippolita Sanseverino  |                  |  |  |       |  |  |                     |  |  |           |  |
|                                     | Lazzaro I Radini Tedeschi | …                     |                  |  |  |       |  |  |                     |  |  |           |  |
|                                     | Lazzaro I Radini Tedeschi | …                     |                  |  |  |       |  |  |                     |  |  |           |  |
|                                     | Lazzaro I Radini Tedeschi | …                     |                  |  |  |       |  |  |                     |  |  |           |  |
| Daniele II Radini Tedeschi          | Lazzaro I Radini Tedeschi |                       |                  |  |  |       |  |  |                     |  |  |           |  |
|                                     |                           | Ermellina Grassi      | …                |  |  |       |  |  |                     |  |  |           |  |
|                                     |                           | Ermellina Grassi      | …                |  |  |       |  |  |                     |  |  |           |  |
|                                     |                           | Ermellina Grassi      | …                |  |  |       |  |  |                     |  |  |           |  |
| Angela Radini Tedeschi              |                           | Ermellina Grassi      |                  |  |  |       |  |  |                     |  |  |           |  |
|                                     |                           | …                     | …                |  |  |       |  |  |                     |  |  |           |  |
|                                     |                           | …                     | …                |  |  |       |  |  |                     |  |  |           |  |
|                                     |                           | …                     | …                |  |  |       |  |  |                     |  |  |           |  |
| Caterina Panichi                    |                           | …                     |                  |  |  |       |  |  |                     |  |  |           |  |
|                                     |                           | …                     | …                |  |  |       |  |  |                     |  |  |           |  |
|                                     |                           | …                     | …                |  |  |       |  |  |                     |  |  |           |  |
|                                     |                           | …                     | …                |  |  |       |  |  |                     |  |  |           |  |
|                                     |                           | …                     |                  |  |  |       |  |  |                     |  |  |           |  |